# Алонзо Черч
Алонзо Черч (енгл. Alonzo Church; Вашингтон, 14. јун 1903 — Хадсон, Охајо, 11. август 1995) је био амерички математичар и логичар који је био заслужан за неке од основа теорије рачунарске технике. Рођен у Вашингтону, добио је бачелор диплому на Универзитету у Принстону 1924. године, где је такође докторирао 1927. године, под менторством Освалда Веблена. После постдокторског стажа у Гетингену, предавао је у Принстону од 1929. до 1967. године, а на Универзитету у Калифорнији, Лос Анђелес од 1967. до 1990. године.

## Математичка дела
Черч је најпознатији по следећим достигнућима:
- Доказ да су Пеанова аритметика и логика првог реда неодлучиве. Овај други резултат је познат као Черчова теорема.
- Формулација оног што је данас познато као Черчова теза.
- Био је оснивачки уредник листа Journal of Symbolic Logic и уређивао је одељак о прегледима до 1979. године.
- Створио је ламбда калкулус.

Ламбда калкулус појавио се у његовом познатом раду из 1936. године који је показао постојање „проблема неодлучивости“. Овај резултат је претходио Тјуринговом познатом раду о проблему заустављања који је такође демонстрирао постојање проблема који се не може решити механичким средствима. Черч и Тјуринг су онда показали да су ламбда калкулус и Тјурингова машина коришћени код Тјуринговог проблема заустављања еквивалентни у могућностима, а онда су приказали разне алтернативне „механичке процесе израчунавања“. Из овога је уследила Черч-Тјурингова теза.
Ламбда калкулус је утицао на дизајн Лисп програмског језика и функционалног програмирања уопште. Черч енкодинг је назван у част Черча.

## Смрт
Черч је умро 1995. године и сахрањен је на гробљу у Принстону.

## Књиге
- Алонзо Черч, Introduction to Mathematical Logic.  978-0-691-02906-1.

## Извори и спољашње везе
- O'Connor, John J.; Robertson, Edmund F. „Алонзо Черч”. MacTutor History of Mathematics archive. University of St Andrews.
- Алонзо Черч на веб-сајту MGP (језик: енглески)
- "", Ђанкарло Рота. Садржи одељак о Черчу у Принстону.
- Интервју са Черчом о њеоговом времену у Принстону
- Архивирани радови